# Epidendrum magnoliae
Epidendrum magnoliae, thường được biết đến với tên Epidendrum conopsem là một loài lan trong chi Epidendrum. Nó là loài Epidendrum mọc nhiều nhất ở phương bắc trong tự nhiên, được tìm thấy trong hoang dã phía bắc đến tận Bắc Carolina. Số nhiễm sắc thể nhị bội của E. magnoliae được xác định là 2n = 40, số nhiễm sắc thể đơn bội là n = 20.